# 농촌사회학
농촌사회학(Rural sociology)은 전통적으로 농촌 지역의 사회 구조와 갈등을 연구하는 사회학 분야이다. 이는 1910년대 미국에서 시작되어 미국 농무부 및 랜드그랜트 대학교 농업 칼리지들과 긴밀한 관계를 맺고 있는 세계 여러 곳에서 활발한 학문 분야이다.
천연자원 접근 문제가 전통적인 농촌 공간적 경계를 초월하는 반면, 식량 및 농업 사회학은 농촌 사회학의 한 초점이며, 대부분의 분야는 농업 생산 경제학에 전념한다. 기타 연구 분야로는 농촌 이주 및 기타 인구통계학적 패턴, 환경 사회학, 편의 시설 주도 개발, 공공 토지 정책, 소위 "붐타운" 개발, 사회적 혼란, 천연 자원 사회학(삼림, 광업, 어업 및 기타 포함)이 있다. 농촌 문화 및 정체성, 농촌 의료 및 교육 정책. 많은 농촌 사회학자들은 개발 연구, 지역사회 연구, 지역사회 개발, 환경 연구 분야에서 일하고 있다. 연구의 대부분은 개발도상국이나 제3세계를 대상으로 한다.

## 같이 보기
- 지역과학